# Édouard Leys
Pour les articles homonymes, voir Leys.
Édouard Leys, né à Bruges (Belgique) le 5 juillet 1889 et décédé le 10 août 1945 à Mugeri, au Congo,, est un prêtre belge des Missionnaires d'Afrique (Pères blancs) qui fut vicaire apostolique et évêque du Kivu (Congo belge) de 1929 à 1944.

## Éléments de biographie
Né le 5 juillet 1889 à Bruges, en Belgique, Édouard Leys entre jeune chez les missionnaires d'Afrique et est ordonné prêtre le 27 juin 1914. Envoyé comme missionnaire au Congo belge il est nommé vicaire apostolique de la région du Kivu (aujourd'hui archidiocèse de Bukavu) le 19 décembre 1929 et consacré évêque le 21 avril 1930 par Gustave Waffelaert avec comme co-consécrateurs Eugène Van Rechem (nl) et Henricus Lamiroy. Le siège titulaire d'Uzalis (de) lui est accordé.
Il donne sa démission en août 1944 et meurt un an plus tard, le 10 août 1945, à l’âge de 56 ans. Il est enterré à Mugeri au Congo.